# Індо-Гангська рівнина

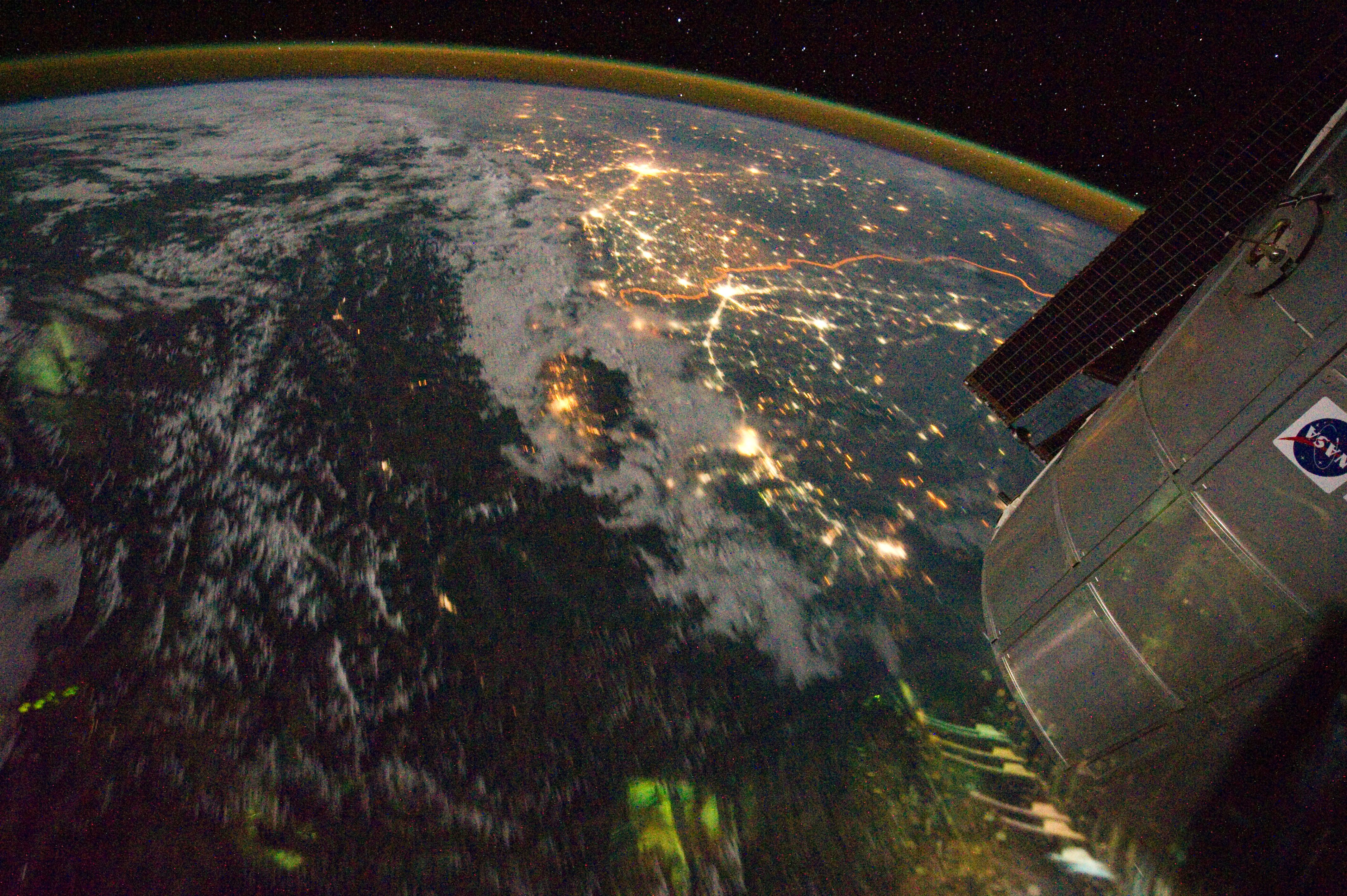

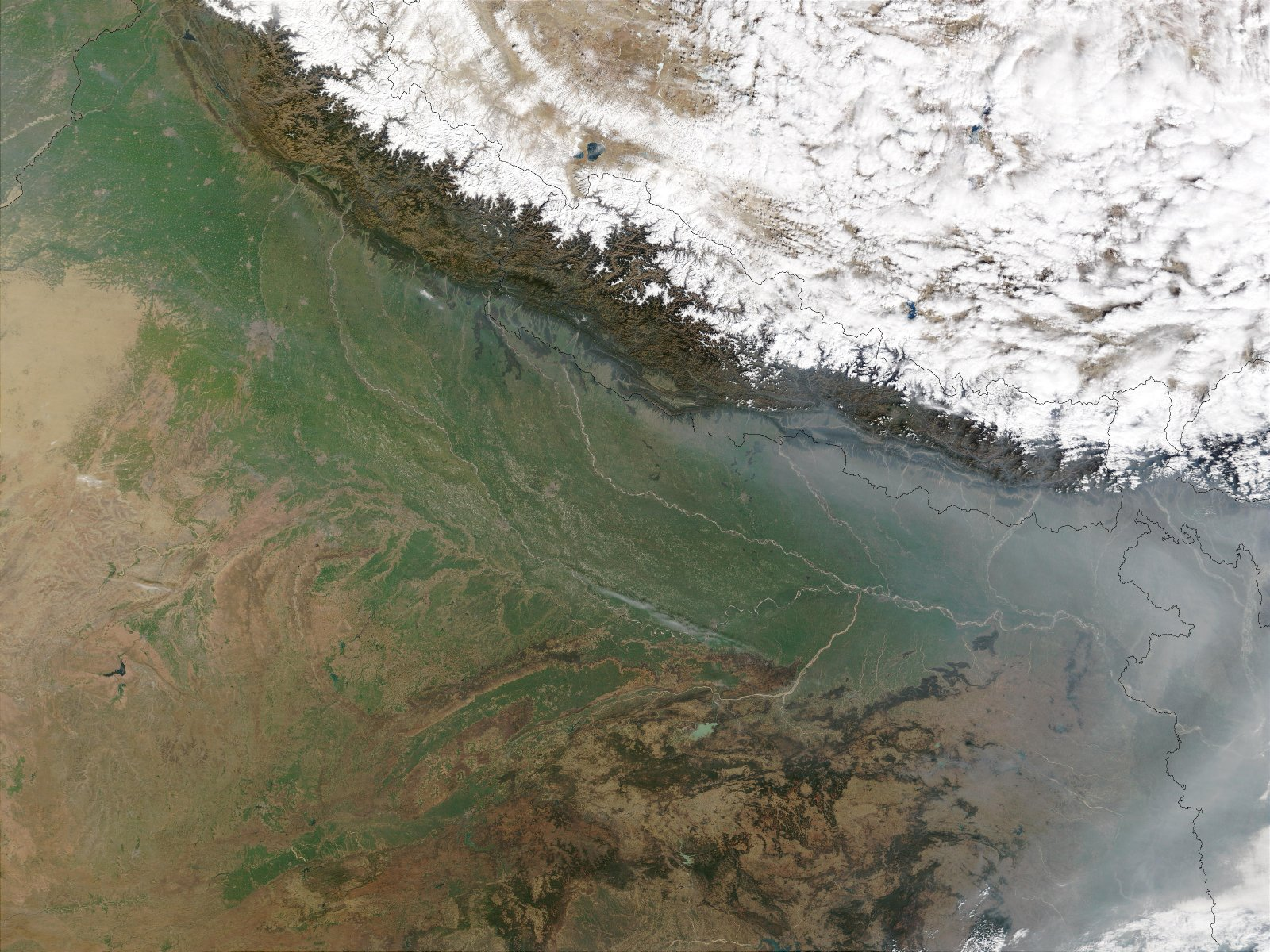

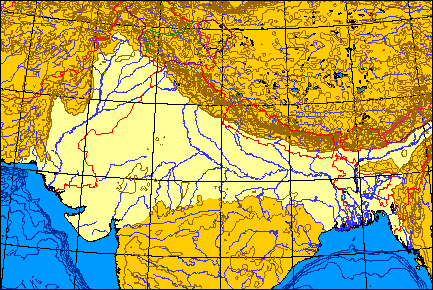

27° пн. ш. 80° сх. д. / 27° пн. ш. 80° сх. д.
Індо-Гангська рівнина — рівнина, що охоплює більшу частину північної та східної Індії, найбільш населені райони Пакистану, частини північного Непалу та практично всю територію Бангладеш. Вона межує з Гімалаями на півночі, Іранським плато на заході і плоскогір'ям Декан на півдні. Рівниною стікають дві великі річки Південної Азії: Інд і Ганг. Рівнина, довжина якої становить близько 3 тис. км, а ширина — 250—350 км, є одним з найдавніших центрів світової цивілізації.

## Рельєф і гідрографія
Поверхня рівнини плоска, полого опускається на схід і захід від вододілу, розташованого на висоті 270 м, до дельт Інду і Гангу. У рельєфі спостерігаються виступи кристалічних порід і розчленовані ярами уступи річкових терас заввишки до 60 м.
Річки, що протікають по рівнині, досить численні і повноводні, особливо у східній частині. Характерні великі сезонні коливання витрати води. Мусони і танення гірських снігів збільшують стік влітку, часто приводячи до руйнівних повеней. У напрямку зі сходу на захід клімат стає сухішим.
Найбільші річки: Інд з притокою Панджнад, в яку впадають річки Джелам, Чинаб, Біяс і Раві; Ганг з Ямуною (Джамною) і великими притоками Ґоматі, Ґхаґхра і Ґандак. В дельті Гангу зливаються річки Брахмапутра і Меґха.

## Клімат і рослинність
У басейні Гангу і Брахмапутри (найсхідніша частина рівнини) переважає субекваторіальний мусонний клімат, в басейні Інду (західна частина) — тропічний. На більшій частині рівнини середня температура липня становить від 30 до 36 °C, січня — близько 20 °C, у північно-західній частині опускається до 12 °C. Зрідка температура знижується до 0°.
В межах рівнини виділяють 2 головні природні райони — посушлива Індська і більш зволожена Гангська рівнини. Природна рослинність, особливо в центральній і східній частинах, майже не збереглася. Дельта Гангу і Брахмапутри історично була повністю вкрита густими мангровими і вічнозеленими лісами (з яких збереглася ділянка Сундарбанс), тоді як західна частина вкрита солончаками і піщаними пустелями. На всій території зараз переважає ландшафт культурної савани: рисові поля, поля пшениці, проса, кукурудзи, бавовнику та інших культур, з окремими гаями пальм і фруктових дерев.